# Thomas Reade
Thomas Reade (1. září 1782 v Congletonu v Cheshire – 29. července 1849 v Tunisu) byl britský důstojník za napoleonských válek, později generální konzul v Tunisku. Jméno sira Thomase Readea je spojováno se sirem Hudsonem Lowem, žalářníkem Napoleona na Svaté Heleně a guvernérem ostrova v letech 1816 až 1821. Reade byl jeho pravou rukou a šéfem policie na ostrově až do smrti proslulého vězně.

## Životopis
V jedenácti letech osiřel a vychovávala ho rodina, která ho umístila jako učně do kanceláře v jeho rodném městě. Ale tento život mu nevyhovoval a jakmile to bylo možné, v šestnácti letech narukoval do armády. Poté se v roce 1799 zúčastnil tažení v Holandsku, poté v roce 1801 tažení v Egyptě a od roku 1805 byl přidělen na operační místo ve Středomoří. Zejména se vyznamenal na Sicílii v roce 1808, což mu vyneslo nejvyšší vyznamenání této země, Řád svatého Ferdinanda a za zásluhy.
V roce 1813 byl vyslán do Španělska a zúčastnil se závěrečných akcí na Pyrenejském poloostrově, poté se účastnil invaze vévody z Wellingtonu do Pyrenejí do Toulouse a poté do Bordeaux při pádu Francouzského císařství v roce 1814 .
Poté se vydal na cestu do Ameriky do války, kterou Anglie vedla proti novému nezávislému národu. Poté se vrátil do Evropy během Napoleonova návratu do Francie během Sta dnů. Někdy před bitvou u Waterloo byl vyslán se sirem Hudsonem Lowem do Janova, aby zorganizoval odboj na jihu. Poté odjel do Marseille, kde se dozvěděl o jmenování svého nadřízeného guvernérem ostrova Svatá Helena a dozorcem vězně Napoleona Bonaparteho. Reade odjel s Lowem do Anglie a v září 1815 byl jmenován rytířem Řádu lázně. V říjnu byl povýšen na podplukovníka.
Během své mise na Svaté Heleně, kde působil jako pravá ruka sira Hudsona Lowea, se sir Thomas Reade stal nechvalně známým jako obávaný vrchní dozorce ostrova. Využíval síť informátorů, aby zjistil všechno, co se tam děje. Po Napoleonově smrti dne 5. května 1821 se však snažil o usmíření s francouzskými důstojníky v doprovodu zesnulého vězně, což naznačuje, že jeho politika na ostrově byla především spíše přísným plněním jeho povinností než výplodem nenávisti vůči Napoleonovi a jeho doprovodu.
Po svém návratu do Anglie, do svého rodného města, získal v roce 1824 místo generálního konzula u tuniského beje. V této funkci zůstal až do své smrti a do Anglie se vrátil pouze jednou, na zhruba roční návštěvu. Před odjezdem do Tunisu se oženil s Agnes Cloggovou.
V Tunisu se věnoval archeologické a vědecké činnosti a zajímal se o přírodní historii. Je zejména zodpovědný za poškození libyjsko-punského mauzolea v Douggě, aby z něj získal dvojjazyčný berbersko-punský nápis, který pak odeslal do Britského muzea. Právě díky tomu však bylo možno punštinu lépe chápat jako starověký jazyk. Po diplomatické stránce měl sir Thomas Reade velmi blízké vztahy s bejem a v roce 1842 se mu ho podařilo přesvědčit, aby ve svých státech zrušil otroctví. Sir Thomas Reade zemřel na rakovinu ve věku 67 let dne 29. července 1849. Bej ho poctil státním pohřbem. Je pohřben na hřbitově anglikánského kostela sv. Jiří v Tunisu.